# Thomas Breit
Thomas Breit (* 16. März 1880 in Ansbach; † 18. November 1966 in Augsburg) war ein deutscher lutherischer Theologe.

## Werdegang
Breit besuchte ein humanistisches Gymnasium und studierte ab 1898 Mathematik und Evangelische Theologie in Erlangen und Greifswald. Seine ersten Seelsorgestationen führten ihn an das Pfarrwaisenhaus in Windsbach, die Spitalkirche in Nördlingen und nach Baldingen. 1905 kam er als Hilfsgeistlicher in die Lukasgemeinde in München, zwischen 1908 und 1925 bekleidete er die Pfarrstelle in St. Ulrich in Augsburg. Während des Ersten Weltkriegs wirkte er als Feldseelsorger.
Ab 1925 war Breit Dekan in Hof und wurde 1933 zum Oberkirchenrat im Evangelisch-Lutherischen Landeskirchenrat in München ernannt. Nach seiner Beurlaubung für andere Aufgaben im Oktober 1934 war er bis 1938 Vertreter der lutherischen Landeskirchen bei der Bekennenden Kirche, gehörte dem Reichsbruderrat an und war Ende Mai 1934 an der Ausarbeitung der Barmer Theologischen Erklärung im Vorfeld der ersten Barmer Bekenntnissynode beteiligt. Im April 1945 wurde er in den Ruhestand versetzt.
Nach Ende des Zweiten Weltkriegs übernahm er 1947 die Leitung des Martin-Luther-Bundes. Von seiner Gründung im Dezember 1947 bis 31. Dezember 1959 war er als Vertreter der Religionsgemeinschaften Mitglied des Bayerischen Senats. In den ersten Jahren dieser ARD-Sendung trat er auch als Sprecher von Das Wort zum Sonntag auf.
Der Mediziner Reinhard Breit und der Theologe Dieter Breit sind seine Enkel.

## Ehrungen

Das Thomas-Breit-Haus der Diakonie Hochfranken

- 1952: Verdienstkreuz (Steckkreuz) der Bundesrepublik Deutschland
- Bayerischer Verdienstorden

Darüber hinaus wurde in der Hofer Sedanstraße von der Diakonie Hochfranken das Thomas-Breit-Haus eingerichtet, das unter anderem als Übernachtungsheim für Wohnungslose dient und Hilfe für die Verselbstständigung anbietet.

## Veröffentlichungen (Auswahl)
- Worte Christi. Zwölf Predigten. Göttingen 1913
- als Hrsg.: Reformation gestern und heute. München 1930
- Wozu Religion?, Nürnberg 1930
- mit Friedrich Langenfaß: Gemeindeaufbau in der evangelischen Kirche. München 1930
- Bekenntnisgebundenes Kirchenregiment, München 1936 (Bekennende Kirche; 45=5. Reihe)
- als Hrsg.: Jahrbuch des Martin Luther Bundes 1948. München 1948
- Sammlung von Feldpredigten im Landeskirchlichen Archiv Nürnberg